# Dart Hanover
Dart Hanover, född 1 maj 1965 på Hanover Shoe Farms i Hanover, Pennsylvania, var en amerikansk varmblodig travhäst. Han tränades av Berndt Lindstedt.

## Karriär
Dart Hanover sprang in 2,8 miljoner kronor på 98 starter. Bland hans främsta meriter räknas segrarna i Elitloppet (1972), Prix d'Amérique (1973), en andraplats i Gran Premio delle Nazioni (1969) och en tredjeplats i International Trot (1971).
Dart Hanover började tävla som tvååring i Nordamerika 1967. Under säsongen 1968 kom han på tredjeplats i både Hambletonian Stakes och Yonkers Trot. Hösten 1969 köptes han av Berndt Lindstedt för 500 000 kronor, som importerade honom till sin egen träning i Sverige. I Lindstedts regi vann Dart Hanover ett flertal av världens största travlopp, bland annat 1972 års upplaga av Elitloppet på Solvalla. I karriärens sista start, i januari 1973, vann Dart Hanover, med Lindstedt i sulkyn, Prix d'Amérique på Vincennesbanan i Paris. Han exporterades till Italien 1974 för avelsbruk.

## Stamtavla[3]
| Efter Hoot Mon 1944        | Scotland 1925        | Peter Scott 1909         | Peter The Great 1895    |
| Efter Hoot Mon 1944        | Scotland 1925        | Peter Scott 1909         | Jenny Scott 1897        |
| Efter Hoot Mon 1944        | Scotland 1925        | Roya McKinney 1911       | McKinney 1887           |
| Efter Hoot Mon 1944        | Scotland 1925        | Roya McKinney 1911       | Princess Royal 1890     |
| Efter Hoot Mon 1944        | Missey 1938          | Guy Abbey 1925           | Guy Axworthy 1902       |
| Efter Hoot Mon 1944        | Missey 1938          | Guy Abbey 1925           | Abbacy 1918             |
| Efter Hoot Mon 1944        | Missey 1938          | Tilly Tonka 1932         | Spencer 1925            |
| Efter Hoot Mon 1944        | Missey 1938          | Tilly Tonka 1932         | Minnetonka 1922         |
| Undan Delicia Hanover 1956 | Dean Hanover 1934    | Dillon Axworthy 1910     | Axworthy 1892           |
| Undan Delicia Hanover 1956 | Dean Hanover 1934    | Dillon Axworthy 1910     | Adioo Dillon 1904       |
| Undan Delicia Hanover 1956 | Dean Hanover 1934    | Palestrina 1917          | Atlantic Express 1908   |
| Undan Delicia Hanover 1956 | Dean Hanover 1934    | Palestrina 1917          | Pilatka 1903            |
| Undan Delicia Hanover 1956 | Delphia Hanover 1934 | Truax 1921               | Guy Axworthy 1902       |
| Undan Delicia Hanover 1956 | Delphia Hanover 1934 | Truax 1921               | Hollyrood Nimble 19xx   |
| Undan Delicia Hanover 1956 | Delphia Hanover 1934 | Miss Bertha Hanover 1926 | Peter Volo 1911         |
| Undan Delicia Hanover 1956 | Delphia Hanover 1934 | Miss Bertha Hanover 1926 | Miss Bertha Dillon 1914 |